# Hellmut Seiler
Hellmut Seiler (* 19. April 1953 in Rupea, Rumänische Volksrepublik) ist ein deutscher Schriftsteller, Übersetzer und Satiriker.

## Leben
Nach dem Abitur in Brașov studierte Hellmut Seiler von 1972 bis 1976 in Hermannstadt deutsche und englische Philologie. Anschließend war er als Lehrer in Târgu Mureș tätig.
1985 beantragte Seiler, der der deutschsprachigen Minderheit der Siebenbürger Sachsen angehört, die endgültige Ausreise in die Bundesrepublik Deutschland. Bei der Tagung »Deutsche Literatur in Rumänien im Spiegel und Zerrspiegel der Securitate-Akten«, die das IKGS an der Münchener Ludwig-Maximilians-Universität vom 7. und 8. Dezember 2009 veranstaltete, berichtete er, wie er aufgrund dieses Antrags aus dem Lehramt entfernt wurde. Gleichzeitig wurde ihm jeglicher Auftritt als Schriftsteller und Publizist untersagt.
1988 siedelte Seiler in die Bundesrepublik Deutschland über. Neben der schriftstellerischen Tätigkeit war er bis 2019 u. a. als Lehrer an der Kaufmännischen Schule in Backnang tätig.
2009 konnte Seiler in Bukarest beim Nationalen Rat für das Studium der Archive der Securitate (rum.: C.N.S.A.S.) seine Akte einsehen, aus der unter anderem hervorging, dass er verdächtigt wurde, mit dem Bundesnachrichtendienst zusammenzuarbeiten.
Seiler ist Mitglied der Gesellschaft für zeitgenössische Lyrik, der Künstlergilde Esslingen und war Generalsekretär/Geschäftsführer des Exil-P.E.N. von 2014 bis 2021. Er ist der Initiator des „Rolf-Bossert-Gedächtnispreises“ (gegründet 2019).
Hellmut Seiler lebt in Backnang.

## Einzeltitel
- Die Einsamkeit der Stühle. Dacia, Cluj-Napoca 1982.
- Glück hat viele Namen. Satiren. Künstlergilde, Esslingen 2003, ISBN 3-925125-52-3.
- " siebenbürgische endzeitlose", Gedichte. Mit einem Nachwort von Dieter Schlesak, dipa-Verlag, Frankfurt a. M. 1994, ISBN 3-7638-0342-4.
- Schlagwald. 77 Gedichte und Exkurse. Lyrikedition 2000 im Verlag Buch&medi@, München 2001, ISBN 3-935284-44-6.
- Der Haifisch in meinem Kopf. Geschichten. Swiridoff, Künzelsau 2000, ISBN 3-934350-14-3.
- An Verse geheftet. Pop Verlag, Ludwigsburg 2007, ISBN 978-3-937139-32-6.
- Pădurea de interdicții. Gedichte in rumänischer Übersetzung. Limes, Cluj 2007, ISBN 978-973-726-234-9.
- Dieser trotzigen Ruhe Weg. Gedichte und Aphorismen. Edition Bärenklau, Oberkrämer 2017, ISBN 978-3-7431-7274-6.
- Ligoté au vers. Poèmes, Gedichte in französischer Übersetzung, Verlag La Traductière, Paris 2020, ISBN 979-10-97304-34-8.
- Gnomen, Gedankensplitter und lyrische Launen, edition offenes feld, Dortmund 2020, ISBN 978-3-7519-9838-3.
- Schwebezustand Melencolia, Gedichte, edition offenes feld, Dortmund 2021, ISBN 978-3-7543-4066-0.
- Aufhebung der Schwerkraft, Gedichte, Edition Noack&Block, Berlin 2023, ISBN 978-3-86813-181-9 und  als E-Book ISBN 978-3-86813-893-1.
- "A szavakat felszippantja a csend", Gedichte in ungarischer Übersetzung, EXIT KIADÓ, Cluj/Kolosvár/Klausenburg 2024, ISBN 978-6-06909-190-6.
- Wolfsberg oder Die Tiefe der Stille, Gedichte und Impromptus, edition offenes feld, Dortmund 2024, ISBN 978-3-7583-2074-3.

## Übersetzungen aus dem Rumänischen
- Gefährliche Serpentinen. Rumänische Lyrik der Gegenwart. Druckhaus Galrev, Berlin 1998.
- Rodica Draghincescu: Phänomenologie des geflügelten Geschlechts. Gedichte. Edition Solitude, Stuttgart 2001.
- Ioan Flora: Die Donau – leicht ansteigend. Gedichte. Pop Verlag, Ludwigsburg 2004.
- Emilian Galaicu-Paun: Yin Time. Gedichte. Pop Verlag, Ludwigsburg 2007.
- Robert Serban: Heimkino, bei mir. Gedichte. Pop Verlag, Ludwigsburg 2009.
- Robert Serban: Ein plötzlich erlöster Glücksritter. Gedichte. Pop Verlag, Ludwigsburg 2018.
- Schwebebrücken aus Papier. Anthologie rumänischer Lyrik der Gegenwart (auch als Herausgeber). Edition Noack&Block, Berlin 2021.
- Magda Carneci: Trans-Neuronal. Langgedicht. Les Editions Transignum, Paris 2023. ISBN 978-2-494682-07-8.

## Auszeichnungen
- 1984: Adam-Müller-Guttenbrunn-Preis
- 2024: Siebenbürgisch-Sächsischer Kulturpreis
- 2003: Irseer Pegasus
- 2000: Würth-Literaturpreis der Tübinger Poetik-Dozentur
- 2000: Writer in Residence im International Writers' and Translators' Centre of Rhodos
- 1999: Lyrikpreis  Künstlergilde Esslingen
- 1998: Prosapreis Künstlergilde Esslingen